# Jan Petri
Jan Petri (ur. 14 września 1895 w Dublanach, zm. 8–9 kwietnia 1940 w Kalininie) – podinspektor Policji Państwowej, ofiara zbrodni katyńskiej.

## Życiorys
Urodził się 14 września 1895 roku w Dublanach, w rodzinie Piotra i Heleny ze Studenckich. Był starszym bratem Teofila (1911–1940), podkomisarza PP, który także został zamordowany w Miednoje.
Ukończył 6 klas gimnazjum i Szkołę Kadetów. W czasie I wojny światowej walczył w szeregach cesarskiej i królewskiej armii. Jego oddziałem macierzystym był lwowski pułk piechoty nr 95. Na stopień chorążego został mianowany ze starszeństwem z 1 września 1916, a podporucznika ze starszeństwem z 1 listopada 1917 roku w korpusie oficerów piechoty.
Od 4 czerwca 1919 do 9 lutego 1922 roku służył w Wojsku Polskim. Wziął udział w wojnie z bolszewikami. 1 czerwca 1921 roku, w stopniu porucznika, pełnił służbę w szwadronie żandarmerii polowej nr 2, a jego oddziałem macierzystym był 1 dywizjon żandarmerii. 8 stycznia 1924 roku został zatwierdzony w stopniu porucznika ze starszeństwem z dnirm 1 czerwca 1919 i 5145. lokatą w korpusie oficerów rezerwy piechoty. Posiadał wówczas przydział w rezerwie do 48 pułku piechoty w Stanisławowie. W 1934 roku, jako oficer rezerwy pozostawał w ewidencji Powiatowej Komendy Uzupełnień Lwów Miasto. Posiadał przydział do Oficerskiej Kadry Okręgowej Nr VI. Był wówczas w grupie oficerów „pełniących służbę w Policji Państwowej w stopniu oficera P.P.”.
Od 15 marca 1922 służył w Policji Państwowej. Był kierownikiem Komisariatu Głównego w Stanisławowie. 21 grudnia 1929 roku został mianowany komendantem powiatowym PP powiatu stanisławowskiego. W latach 1932–1934 w województwie lwowskim, a w latach 1934–1939 w województwie łódzkim. Pełnił stanowisko naczelnika Urzędu Śledczego we Lwowie, a później w latach 30. naczelnika Urzędu Śledczego Komendy Wojewódzkiej Policji w Łodzi do września 1939 roku.
W czasie kampanii wrześniowej 1939 dostał się do sowieckiej niewoli. 17 października był już w Obozie NKWD w Juchnowie. 26 października został wysłany do Obozu NKWD w Ostaszkowie, do którego przybył trzy dni później. 6 kwietnia 1940 roku został oddany do dyspozycji naczelnika Obwodowego Zarządu NKWD w Kalininie. Zamordowany 8 lub 9 kwietnia 1940 roku.
4 października 2007 roku Minister Spraw Wewnętrznych i Administracji Władysław Stasiak mianował go pośmiertnie na stopień inspektora Policji Państwowej. Awans został ogłoszony 10 listopada 2007 roku, w Warszawie, w trakcie uroczystości „Katyń Pamiętamy – Uczcijmy Pamięć Bohaterów”.

## Ordery i odznaczenia
- Krzyż Kawalerski Orderu Odrodzenia Polski (11 listopada 1934)[12]
- Złoty Krzyż Zasługi (27 października 1937)[15]
- Medal Pamiątkowy za Wojnę 1918–1921
- Medal Dziesięciolecia Odzyskanej Niepodległości
- Krzyż Kampanii Wrześniowej (pośmiertnie, 1 stycznia 1986)[16]
- Krzyż Komandorski Orderu Zasługi (Węgry, 1938) z okazji pobytu regenta Miklósa Horthyego w Polsce[17]
- Brązowy Medal Waleczności (Austro-Węgry)[4]
- Krzyż Wojskowy Karola (Austro-Węgry)[4]